# Signori... Mina! vol. 3
Signori... Mina! vol. 3, pubblicato nel 1993, è un album (solo CD) della cantante italiana Mina.

## Il disco
L'etichetta Raro!Records, di proprietà della rivista musicale Raro!, in collaborazione con la Fonit Cetra e la RAI, ha raccolto in 4 CD le esibizioni più importanti di Mina in televisione dal vivo. Mina, ad appena 21 anni nel 1961, dopo solo tre anni dal debutto, partecipa alla prima edizione di Studio Uno insieme a mostri sacri del varietà internazionale come Marcel Aumont, le Gemelle Kessler, Walter Chiari, Marc Ronay, Don Lurio e il Quartetto Cetra.
Con Studio Uno del 1965 Mina diventa la protagonista indiscussa del varietà televisivo, la sua popolarità raggiungerà livelli ineguagliati con le trasmissioni successive: Sabato sera, Canzonissima, Teatro 10 e Milleluci.

## Tracce
1. Introduzione parlata: Lelio Luttazzi - 0:24 -
2. Oh happy day - 3:54 -  (Edwin Hawkins) Edizioni United Artists
3. Bahia - 3:28 -  (Ary Barroso-Alberto Larici) Edizioni Southern Music
4. Medley: - 5:32 -
  1. Il mondo è grigio il mondo è blu (Le monde est gris le monde est bleu) - 1:49 -  (Éric Charden-Jacques Monty-Giorgio Calabrese) Edizioni Fono Film/Ricordi
  2. Mellow yellow - 1:28 -  (Donovan Leitch) Edizioni Southern Music
  3. Jezebel - 2:12 -  (Wayne Shanklin-Alberto Cavaliere)Edizioni SIAE
5. Roma, nun fa la stupida stasera (con Nino Manfredi) - 1:13 -  (Armando Trovajoli-Pietro Garinei-Sandro Giovannini) Edizioni Cam
6. Balada para mi muerte (con Astor Piazzolla) - 3:58 -  (Astor Piazzolla-Horacio Ferrer) Edizioni F.P. Quattro
7. Medley: - 6:43 -
  1. Le tue mani - 2:03 -  (Pino Spotti-Machel Montano) Edizioni Ariston
  2. Gente (People) - 2:32 -  (Jule Styne-Bob Merrill-Giorgio Calabrese) Edizioni Chappell
  3. Gimme little sign - 2:07 -  (Jerry Winn-Alfred Smith-Joseph Hoover) Edizioni D.R.
8. Hymne à l'amour - 3:00 -  (Édith Piaf-Marguerite Mannot) Edizioni Leonardi
9. What'd I say (con Adriano Celentano) - 4:34 -  (Ray Charles) Edizioni SIAE
10. Medley: - 5:33 - prima parte del Medley totale ("Ciuri ciuri/Vola vola vola/La monferrina/La bella Gigogin/Il Carnevale di Venezia/Ma se ghe penso/Lassatece passà /Tarantella"), la seconda parte è in: Le Canzonissime Vol. 2
  1. Ciuri ciuri - 1:16 -  (Tradizionale-Arrangiamento:(Bruno Canfora) Edizioni Curci
  2. Vola, vola, vola - 0:43 -  (Luigi Dommarco-Guido Albanese) Edizioni SIAE
  3. La monferrina - 1:05 -  (Tradizionale-Arrangiamento:(Bruno Canfora) Edizioni Curci
  4. La bella Gigogin - 1:15 -  (Paolo Giorza) Edizioni Curci
  5. Carnevale di Venezia - 1:07 -  (Julius Benedict) Edizioni SIAE
11. Chi mai sei tu (L'unica donna) (con Lelio Luttazzi) - 3:40 -  (Lelio Luttazzi) Edizioni SIAE
12. Medley: - 4:45 -
  1. Quel motivetto che mi piace tanto - 1:31 -  (Michele Galdieri-Dan Caslar) Edizioni Curci
  2. Sotto l'ombrellino - 1:40 -  (Vittorio Mascheroni-Marf) Edizioni Carish
  3. Ma le gambe - 1:31 -  (Giovanni D'Anzi-Alfredo Bracchi) Edizioni Curci
13. Medley: (con Giorgio Gaber) - 3:58 -
  1. Porta Romana (Giorgio Gaber) - 0:37 -  (Giorgio Gaber-Umberto Simonetta) Edizioni Radio Record
  2. La ballata del Cerutti (Mina & Giorgio Gaber) - 0:50 -  (Giorgio Gaber-Umberto Simonetta-Renato Angiolini) edizioni musicali Radio Record Ricordi
  3. Trani a go-go (Mina & Giorgio Gaber) - 0:39 -  (Giorgio Gaber-Umberto Simonetta-Renato Angiolini) Edizioni Biem
  4. Barbera e champagne (Mina & Giorgio Gaber) - 1:00 -  (Giorgio Gaber) Edizioni Curci
  5. Il Riccardo (Mina & Giorgio Gaber) - 0:50 -  (Giorgio Gaber-Umberto Simonetta) Edizioni Curci

## Descrizione brani
Introduzione parlata
Signori... Mina! Con queste due sole brevi parole Lelio Luttazzi introduceva Mina con un rituale che si ripeteva ogni sabato sera in Studio Uno del 1965, lo storico show televisivo diretto da Antonello Falqui.